# 필영대왕
필영대왕(弼榮大王, ? ~ 944년 이전)은 고려 전기의 왕족이자 추존왕이다. 태조 왕건의 아들인지 형제인지 여부는 불확실하다. 고려사나 고려사절요에는 등장하지 않으며, 징효대사탑비문에 기부자 명단에 왕요군(정종), 왕소군(광종), 글자 마멸 부분 뒤에 필영대왕이라는 이름이 나타나면서 알려졌다. 휘와 자는 미상이다.
태조 왕건과 어떤 가족 관계인지 불확실하다. 그의 생애와 생전 행적 역시 알 수 없다. 혜종 시기에 세워진 징효대사탑비문에 이미 대왕으로 칭해지는 것으로 보아 혜종 즉위 이전에 사망하여 추존된 것으로 추정된다. 1977년에 강원도 영월군 수주면 흥녕사 터에서 발견된 징효대사탑비문이 2000년 이후에 판독되면서 알려지게 되었다.
흥녕사지 징효대사탑비는 924년(고려 태조 7)에 비문을 지었으나 944년(혜종 2)에 비석이 세워졌다. 비석에는 비석 수립에 기여한 사람의 명단을 새겼는데, 왕요군, 왕소군 등으로 기록된 당시 왕자군이나 혹은 태자 칭호가 아닌 대왕으로 추존되어 탑비가 세워진 944년 이전에 사망한 것으로 추정되나 정확한 사망 시점은 알 수 없다.

## 가계
- 아버지 : 미상
- 어머니 : 미상

## 같이 보기
- 고려 태조
- 고려 혜종
- 영월 흥녕사지 징효대사탑비

## 참고 문헌
- 영월 흥녕사지 징효대사탑비